# 阿尔耶普卢格市镇

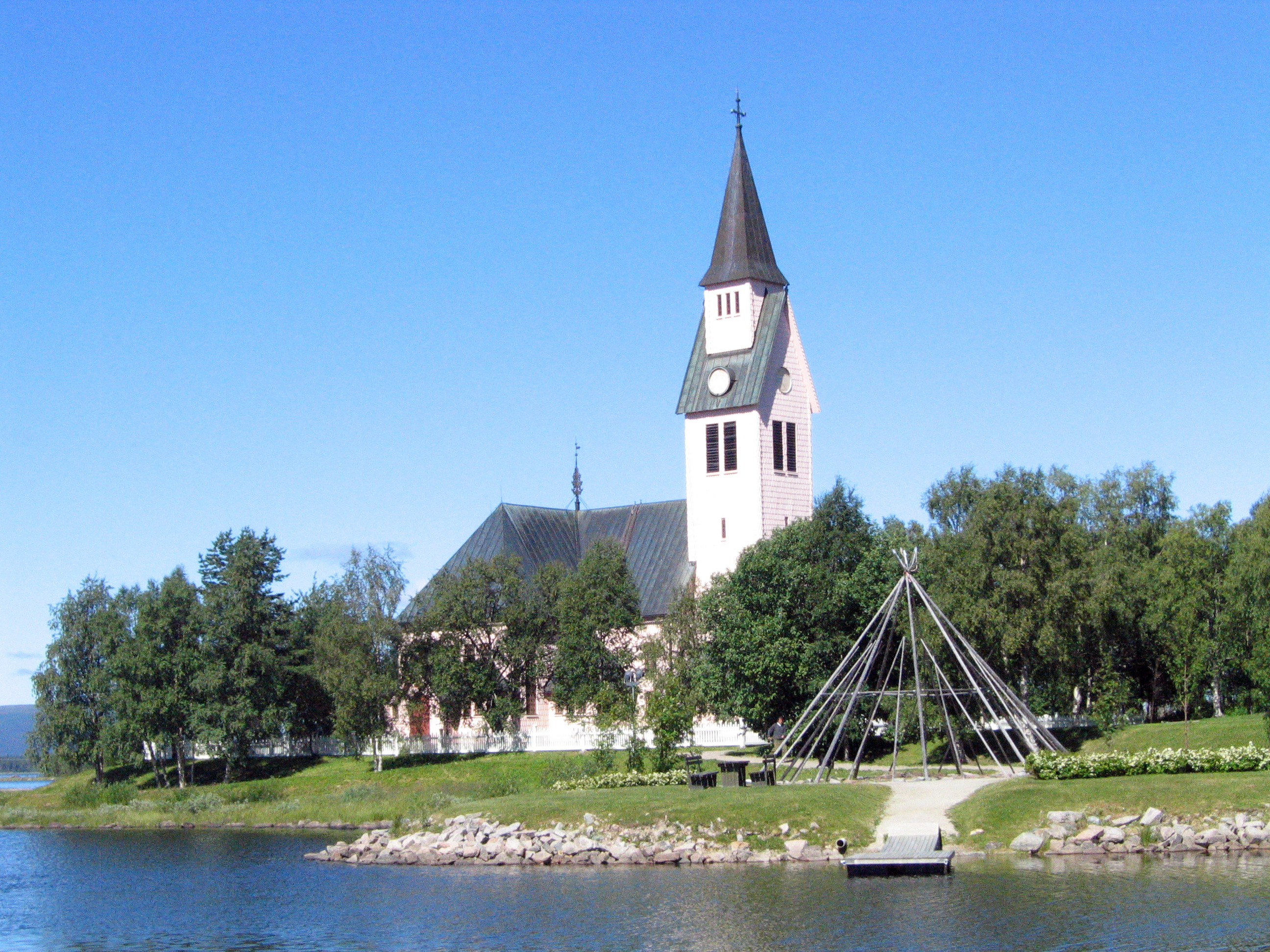
阿尔耶普卢格的教堂

阿尔耶普卢格市镇（瑞典語：Arjeplogs kommun）是瑞典北部北博滕省的一个市镇。其治所位于阿尔耶普卢格。